# Bateria wannowa

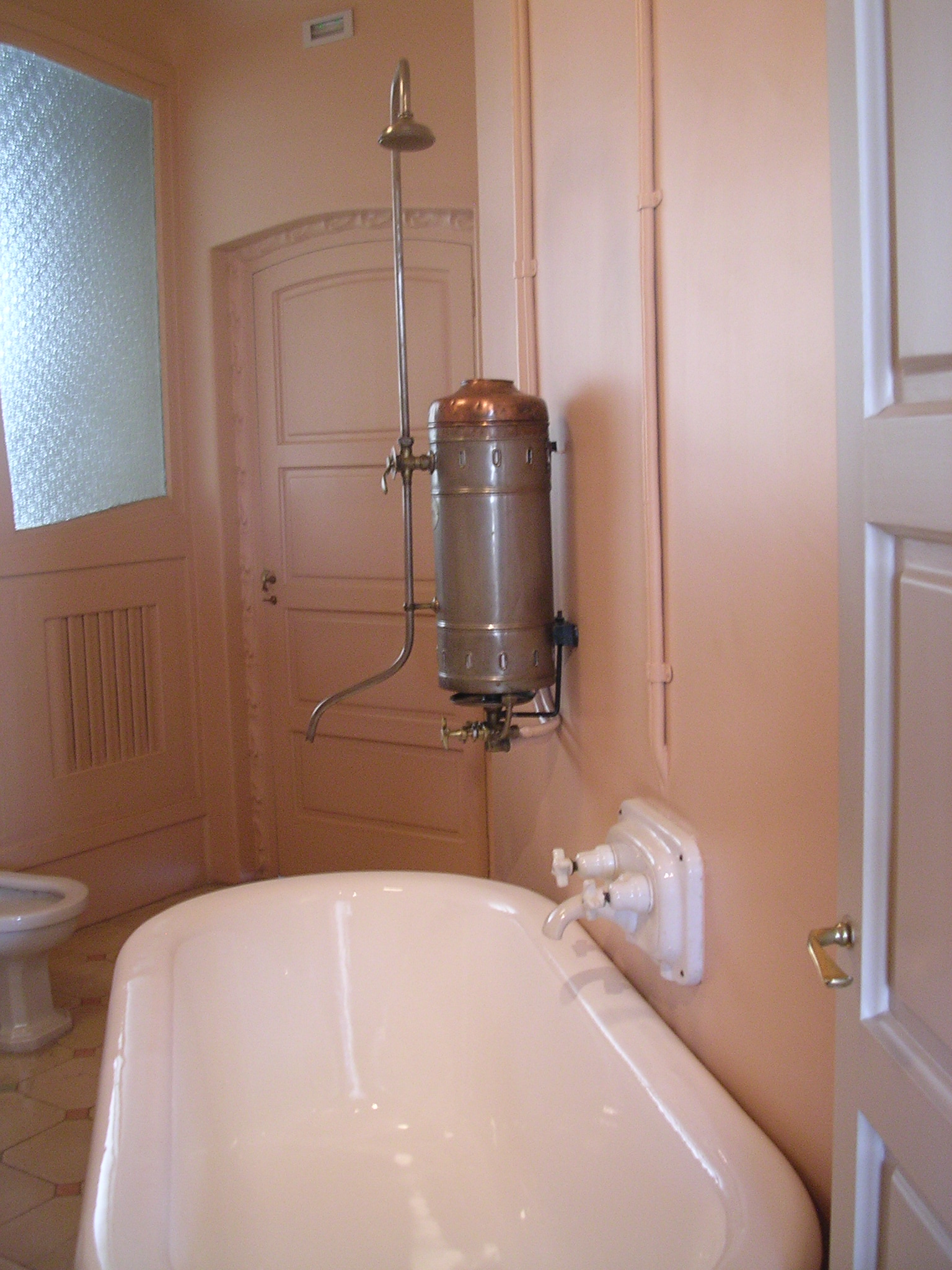

Bateria wannowa – rodzaj baterii wodociągowej służący do zasilania w wodę bieżącą wanny kąpielowej. Z uwagi na sposób montażu, baterie wannowe można podzielić na: montowane na brzegu wanny bądź specjalnie wykonanej półce (bateria sztorcowa), montowane obok wanny na podłodze (bateria sztorcowa – wysoka) lub na ścianie w pobliżu wanny (bateria ścienna). Do baterii wannowych stosuje się większość podziałów jak w przypadku "baterii wodociągowych". Bateria wannowa różni się od wannowo-prysznicowej brakiem przyłącza prysznicowego.